# Задній сегмент ока

1 - Склера. 2 - Судинна оболонка. 3 - Шлеммів канал. 4 - Корінь райдужки. 5 - Рогівка. 6 - Райдужка. 7 - Зіниця. 8 - Передня камера ока. 9 - Задня камера ока. 10 - Війчасте тіло. 11 - Кришталик. 12 - Скловидне тіло. 13 - Сітківка. 14 - Зоровий нерв. 15 - Зонулярні волокна.

Задній сегмент ока займає задніх 2/3 очного яблука, охоплює передню гіалоїдну мембрану і всі структури, що знаходяться за нею: скловидне тіло, сітківка, хоріоідеа, зоровий нерв.